# 스토니크릭 군구 (펜실베이니아주 서머싯군)
스토니크릭 군구(Stonycreek Township)는 미국 펜실베이니아주 서미싯군에 있는 군구이다. 이 군구는 군구를 가로지르며 서쪽 경계를 이루는 돌이 많은 개울에서 이름을 따왔다. 이 개울은 물 대부분이 돌이 많은 바닥 위를 흐르기 때문에 이러한 이름이 붙었다. 원주민 이름은 신네한네(Sinne-Hanne) 또는 아츠신한네(Achsin-Hanne)이다. Hanne는 개울, 특히 빠른 산개울을 의미한다. 2020년 인구 조사 기준 인구는 2,087명이다. 이곳은 펜실베이니아주 존스타운 대도시 통계 지구의 일부이다.
스토니크릭 군구는 9·11 테러 당시 뉴어크 공항에서 샌프란시스코 국제공항으로 향하던 유나이티드 항공 93편 테러 사건의 민간인 승객이 알카에다 테러리스트 납치범에게 반항하면서 워싱턴 D.C.의 미국 국회의사당을 타격하려던 비행기가 시내 근처 들판에 추락하며 전 세계적인 주목을 받았다.

## 역사
현재의 스토니크릭 군구엔 1762년부터 서양인이 정착하기 시작했다. 대부분의 옛 기록에는 스토니 크릭(Stony Creek)이라고 불린다. 이 군구는 서머싯군의 6개 초기 군구 중 마지막으로 퀘마호닝 군구의 일부에서 1792년 서미싯군 산하로 통합되었다.
글레스너 다리는 1980년에 미국 국립사적지에 추가되었다.

### 9·11 테러

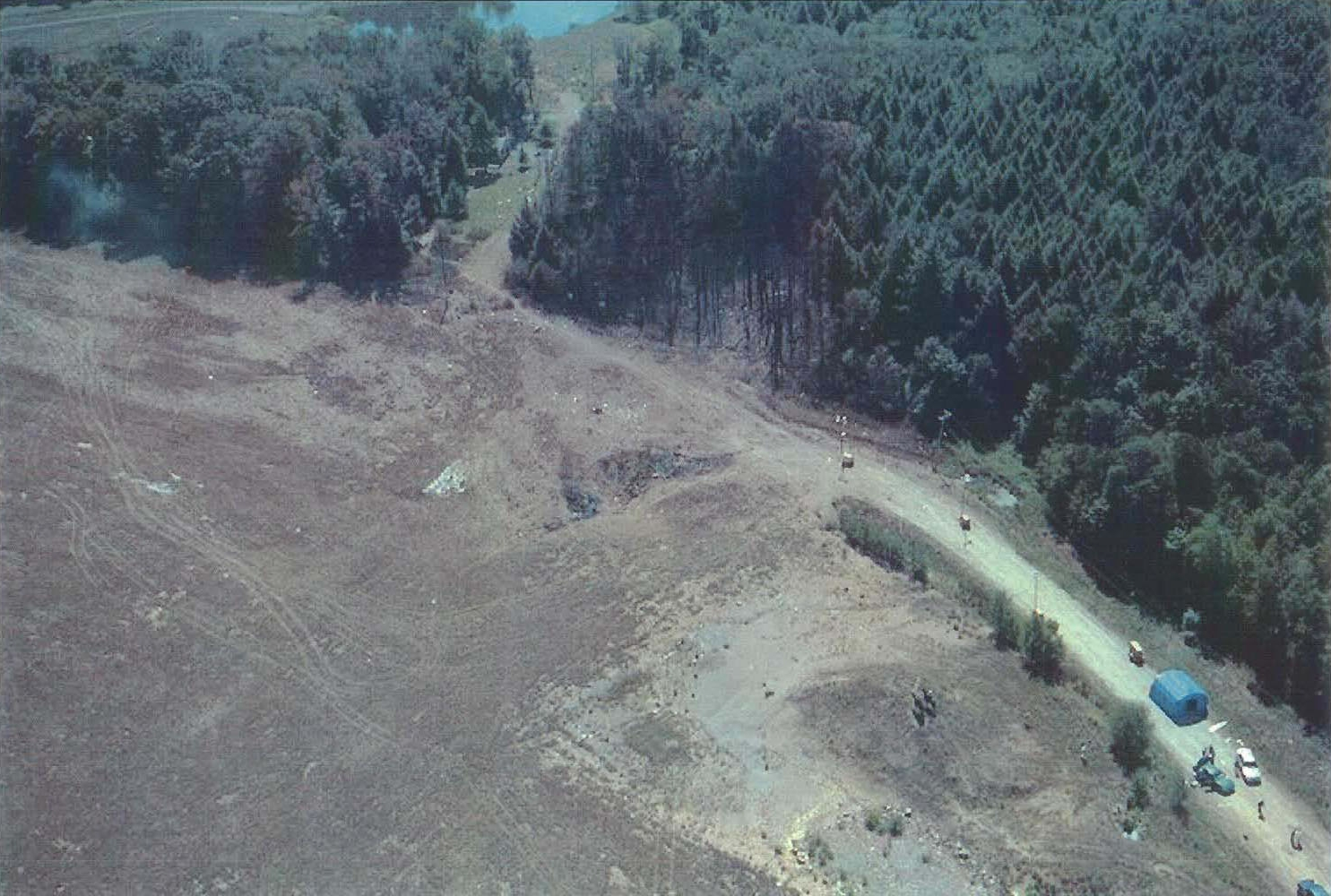
9·11 테러 당시 유나이티드 항공 93편 테러 사건의 추락 현장

스토니크릭 군구는 2001년 9월 11일 유나이티드 항공 93편 테러 사건의 비행기가 추락하면서 전 세계적인 주목을 받았다. 93편은 그날 알카에다의 미국 테러 공격으로 납치된 네 대의 항공기 중 하나였다. 93편 납치범은 항공기를 사용하여 미국 국회의사당을 타격하려 했던 것으로 널리 알려져 있다. 추락은 승객들이 납치범들을 제압하고 항공기 통제권을 장악하려 시도하면서 발생했으며, 테러리스트는 비행기를 뺏기는 대신 의도적으로 추락시키기로 결정했다. 승객들은 가족과의 휴대폰 통화를 통해 비행기의 자살 테러라는 운명을 알게 되었다. 비행기에 탑승한 44명(납치범 4명 포함) 전원이 충돌로 사망했다. 추락 장소는 현재 승객들을 기리는 국립 기념관이 마련되어 있다.

### 유나이티드 항공 93편 테러 사건 국립 기념관

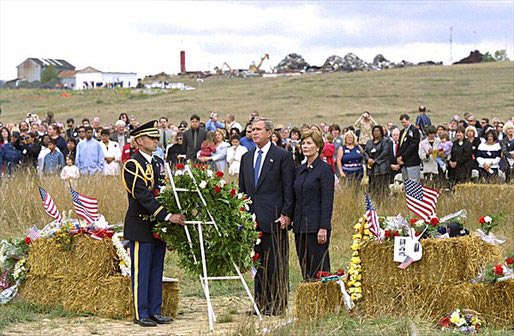
조지 W. 부시와 로라 부시가 테러 1주년인 2002년 9월 11일 스토니크릭 군구를 방문하는 모습

93편 승객과 승무원을 위한 임시 기념관은 추락 현장에서 약 500야드(0.46 km) 떨어진 언덕에 있었다. 2010년 7월 8일, "웨스턴 오버룩"이라고 불리는 지역에 새로운 임시 입구와 기념관이 개방되었다. 이곳은 FBI가 사건지휘소를 설치했던 곳이자 유가족이 추락 후 처음으로 추락 현장을 보았던 곳으로, 방문객들이 오늘날 자신의 추모 물품을 남길 수 있는 곳이다. 방문객 센터를 포함한 93편 국립 기념관 영구 건설의 첫 단계는 2011년 10주년까지 완료될 예정이었다. 영구 기념관의 첫 번째 단계는 2011년 9월 10일에 완공, 개방 및 헌정되었다. 기념관의 현재 디자인은 폴과 밀레나 머독의 "포옹의 초승달" 입구의 수정된 버전이다. 기념관은 추락 현장을 중심으로 비행기의 비행 경로를 따라 건설되었으며, "신성한 땅"으로 알려진 충돌 지점을 감싸고 있으며, 충돌 현장은 일반인이 접근할 수 없게 통제되어 승객과 승무원 유가족에게만 접근이 허용된다.

## 지리
스토니크릭 군구는 인디언레이크에서 서남서쪽으로 약 3 마일 (4.8 km) 떨어진 북위 40.01도, 서경 78.88도에 있다. 미국 인구조사국에 따르면 군구의 총 면적은 61.4 제곱마일 (159.0 km2)이며, 이 중 61.1 제곱마일 (158.3 km2)은 육지이고 0.3 제곱마일 (0.7 km2) (0.44%)은 물이다. 북동쪽으로는 셰이드 군구와, 북서쪽으로는 퀘마호닝 군구와, 서쪽으로는 서미싯 군구와, 남서쪽으로는 브라더스밸리 군구와, 동쪽으로는 앨러게니 군구와 접한다. 브라더스밸리 군구와의 군구 남서쪽 경계를 따라 펜실베이니아주도 제31호선이 이어져 있으며, 동쪽으로 이어져 앨러게니 군구로 넘어간다. 셰이드 군구와의 타운십 북동쪽 경계를 따라 미국 국도 제30호선/링컨 하이웨이가 이어져 있다. 브라더스밸리 군구에서 셰이드 군구로 북동쪽으로 향하면서 펜실베이니아주도 제160호선이 스토니크릭 군구를 통과한다. 160호선과 31호선은 록스버리에서 교차하며, 160호선과 미국 국도 제30호선/링컨 하이웨이는 릴스 코너에서 교차한다.

## 인구 통계
| 인구조사              | 인구  | Note  | %±    |
| --------------------- | ----- | ----- | ----- |
| 2000년                | 2,221 |       | —     |
| 2010년                | 2,237 |       | 0.7%  |
| 2020년                | 2,087 |       | −6.7% |
| 2022 (추산)           | 2,066 | [ 3 ] | −1.0% |
| U.S. Decennial Census |       |       |       |

2020년 인구 조사 기준, 2000년 기준으로 군구에 2,221명, 820가구, 634가족이 거주하고 있었다. 인구 밀도는 36.3 명 매 제곱마일 (14.0/km2)였다. 평균 밀도 16.9/sq mi (6.5/km2)에 1,033채의 주택 단위가 있었다. 군구의 인종 구성은 백인 98.96%, 아프리카계 미국인 0.09%, 아메리카 원주민 0.32%, 아시아인 0.14%, 기타 인종 0.05%, 두 개 이상의 혼혈인종 0.45%였다. 어떤 인종이든 히스패닉 또는 라틴계는 인구의 0.23%를 차지했다.
820가구 중 35.5%는 18세 미만의 자녀와 함께 살고 있었고, 68.3%는 함께 사는 결혼 부부였으며, 5.9%는 남편이 없는 여성 가구주였고, 22.6%는 비가족이었다. 모든 가구의 18.2%는 개인으로 구성되었으며, 8.2%는 65세 이상의 혼자 사는 사람이 있었다. 평균 가구 규모는 2.71명이었고 평균 가족 규모는 3.10명이었다.
군구 인구 비율은 18세 미만 26.5%, 18세에서 24세 6.5%, 25세에서 44세 29.4%, 45세에서 64세 25.3%, 65세 이상 12.2%로 구성되어 있다. 중위연령은 38세였다. 여성 100명당 남성은 100.1명이다. 18세 이상 여성 100명당 남성은 99.5명이다.
군구의 가구당 중위소득은 33,828달러이고 가족당 중위소득은 38,418달러이다. 남성의 중위소득은 30,236달러이고 여성은 21,714달러이다. 군구의 1인당 국민소득은 14,463달러이다. 가족의 약 9.6%와 인구의 10.8%가 빈곤선 아래에 있으며, 18세 미만의 11.9%와 65세 이상의 3.9%가 포함되었다.

## 교육
지역 공립학교를 운영하는 지역 교육구로 섕크스빌-스토니크릭 학군이 있다.

## 같이 보기
- 《트라우마스케이프》